# 텐트 밖은 유럽 로맨틱 이탈리아 편
《텐트 밖은 유럽 로맨틱 이탈리아》은 2024년 10월 17일부터 2025년 1월 2일까지 방송 되었던 여행 전문 예능 프로그램이다.

## 출연진
- 라미란
- 곽선영
- 이주빈
- 이세영